# Устюжский летописный свод
Устюжский летописный свод (другие названия: Устюжская летопись, Устюжский летописец — летопись, составленная в начале XVI века на севере Русского государства и имеющая общерусский характер. Летопись сохранилась в двух редакциях текста.

## Редакции
Первая редакция, «Список Мациевича», представлена единственным списком, находящимся в составе сборника XVII века, хранящимся в Институте Русской литературы РАН. Впервые известия об обнаружении рукописи были получены от Льва Степановича Мациевича, купившего сборник рукописей у букиниста в 1894 году. Описание рукописи составил её следующий владелец А. В. Флоровский в 1931 году. Оба владельца считали, что рукопись является только ещё одним списком Архангелогородского летописца. После Великой Отечественной войны рукопись считалась утраченной. Вновь она была обнаружена только при поступлении сборника в Пушкинский Дом. Исследование текста списка М. А. Салминой показало, что текст не является вариантом Архангелогородского летописца, а является особой редакцией Устюжской летописи, составленной в начале XVI века. Впервые текст «Списка Мациевича» был опубликован в 37 томе Полного собрания русских летописей.
Вторая редакция летописи, «Архангелогородский летописец», сохранилась в трёх списках: из собрания Архангелогородского архиерейского дома, из библиотеки Александро-Невской лавры и из древлехранилища М. П. Погодина. Впервые Архангелогородский летописец был опубликован в 1781 году. Издание было осуществлено по двум спискам: списку Архангелогородского архиерейского дома (что и породило название редакции) и списку Александро-Невской лавры. Второе издание было напечатано в 1819 году, являясь перепечаткой первого издания. В СССР Архангелогородский летописец издавался дважды: в 1950 году, отдельным изданием по Архангелогородскому и Александроневскому спискам, и в составе 37 тома Полного собрания Русских летописей по всем трём известным спискам.

## Содержание
Летописный свод охватывает события с 852 года — до начала XVI века. Начальная часть не находит близких аналогий в других летописях, однако сообщаемые в ней сведения, по мнению Я. С. Лурье, представляют собой не следы древнейшего летописания, а литературное творчество XV—XVI вв.. В основе лежит так называемый общерусский летописный свод 1494 года, местные летописи и прочие источники.
По мнению М. Н. Тихомирова и К. Н. Сербиной, протограф начальной части Устюжской летописи представляет собой текст, предшествующий Начальному своду 1093 года и, возможно, отражавший какой-то летописный свод 1060-1070-х годов.
Устюжский летописный свод — ценный источник по истории войн Великого княжества Литовского, Русского и Жемойтского (ВКЛ) с Московским государством начала XVI века. Содержит наиболее подробные среди всех летописных источников сведения про третий Смоленский поход 1514 года, Оршанскую битву 1514 года и иные, возможно, записанные со слов устюжанина — непосредственного участника этих событий или военнопленного из ВКЛ.